# شاخک برقرسان

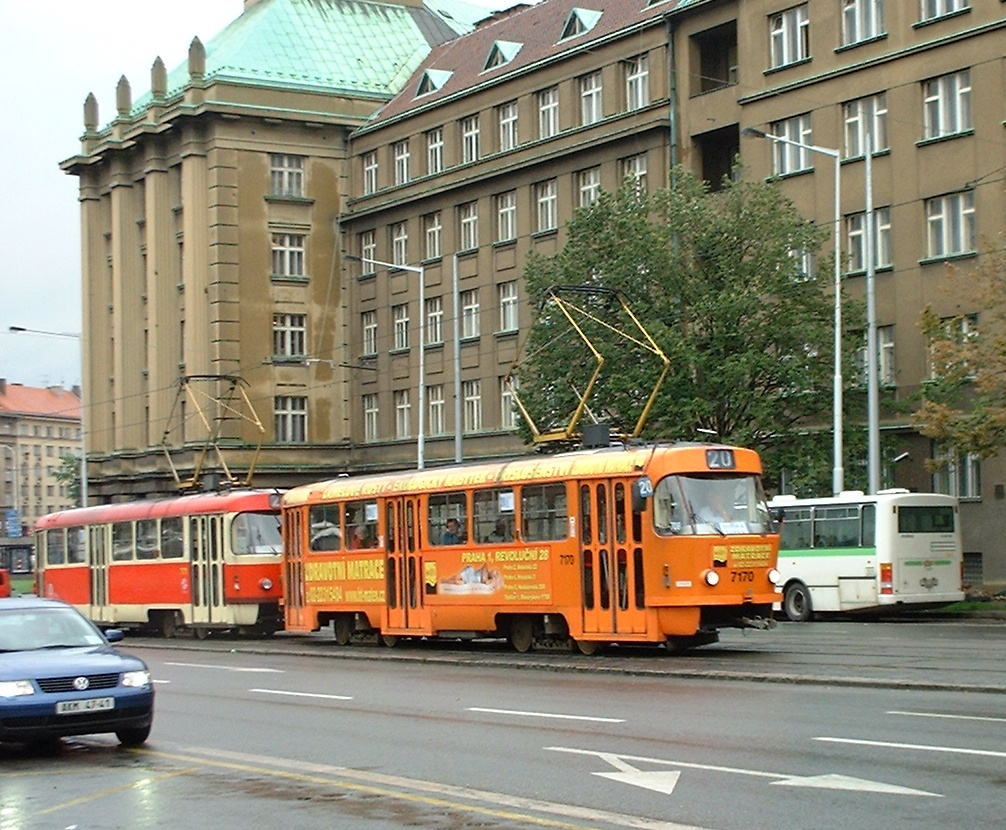
شاخک متقارن و لوزی‌شکل، مورد استفاده در تراموای شهر پراگ.

شاخک برقرسان یا پانتوگراف (به انگلیسی: Pantograph) وسیلهٔ انتقال برق (نیرو) از سیم بالاسر به وسایل کشندهٔ واگن یا لوکوموتیو است.

## نگارخانه

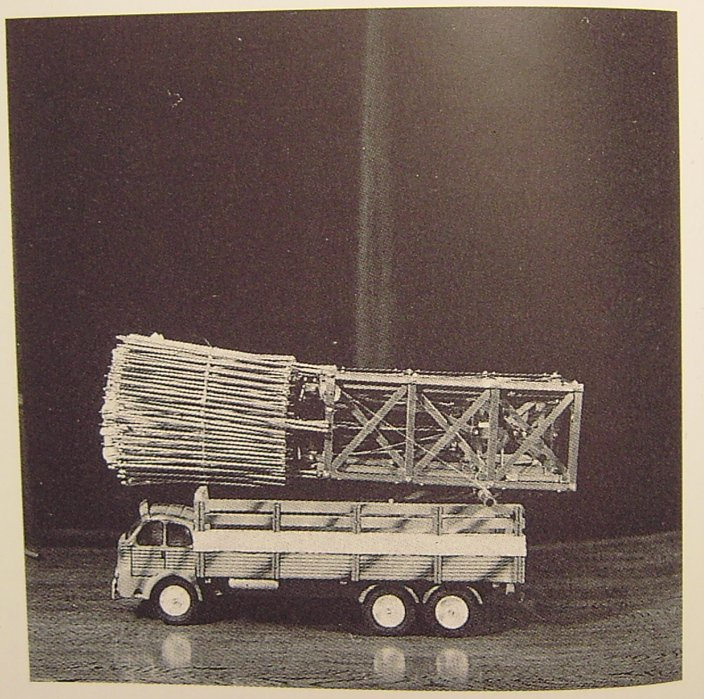
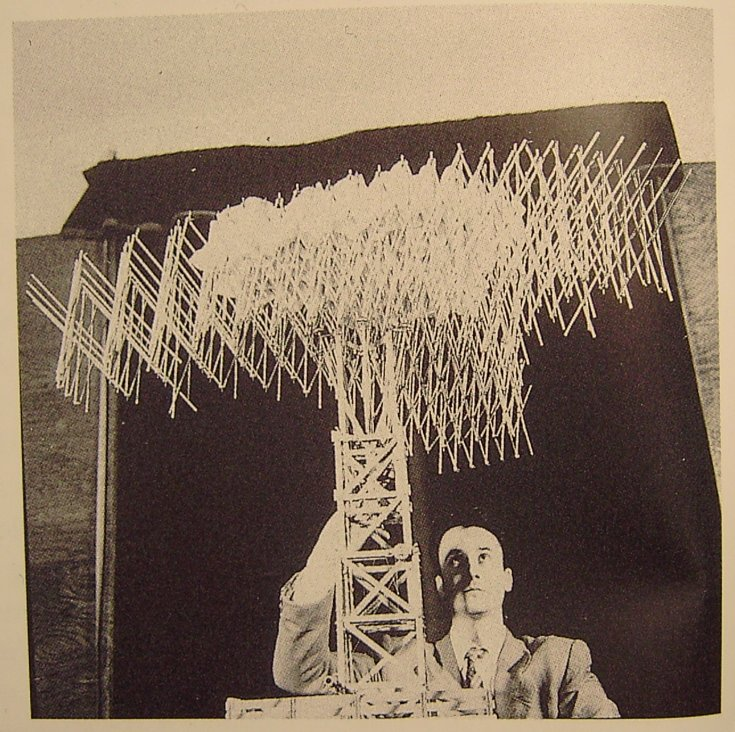